# Sri-lankische Badmintonmeisterschaft 1970
Die Sri-lankische Badmintonmeisterschaft 1970 war die 18. Austragung der nationalen Titelkämpfe im Badminton in Sri Lanka.

## Sieger und Finalisten
| Disziplin    | Gold                                  | Silber                             |
| ------------ | ------------------------------------- | ---------------------------------- |
| Herreneinzel | L. R. Ariyananda                      | S. Nagoor Kaney                    |
| Dameneinzel  | Lucky Alagoda                         | Shirani Perera                     |
| Herrendoppel | Gerry Chandrasena Surendran Veeravagu | S. Nagoor Kaney Tony Dickson       |
| Damendoppel  | Lucky Alagoda Harriet Molligoda       | I. Dharmage Shirani Perera         |
| Mixed        | Tony Dickson Lucky Alagoda            | L. R. Ariyananda Harriet Molligoda |